# Ribellione delle montagne Escambray
La ribellione dei monti Escambray fu un lungo conflitto che imperversò a Cuba dal 1959 al 1965, principalmente nella regione dei Monti Escambray nell'interno dell'isola; il conflitto fu portato avanti da un gruppo di rivoltosi cubani che si opponevano al governo guidato da Fidel Castro, al potere al termine della rivoluzione cubana contro il precedente regime dittatoriale di Fulgencio Batista. L'attuale Governo cubano definisce la rivolta come "guerra contro i banditi" (in spagnolo: Lucha contra Bandidos).
I ribelli anticastristi erano un gruppo piuttosto eterogeneo, composto da ex soldati batistiani, contadini locali ed ex guerriglieri che avevano combattuto al fianco dello stesso Castro contro Batista durante la precedente rivoluzione cubana. Il conflitto terminò con l'eliminazione di tutti i gruppi ribelli da parte delle forze governative cubane nel 1965.

## L'inizio
La ribellione iniziò quasi immediatamente dopo la conclusione della rivoluzione cubana nel 1959. La rivolta venne guidata da ex-rivoluzionari anti-batistiani che si opponevano alla politica di accentramento dei poteri nelle mani di Fidel Castro e di promozione di legami sempre più stretti tra Cuba e l'Unione Sovietica; a essi si aggiunsero contadini locali rimasti delusi dalla riforma agraria portata avanti dal nuovo governo e dalle conseguenti politiche di espropriazione delle loro fattorie. La rivolta fu anche segretamente sostenuta dalla CIA su mandato dell'amministrazione Eisenhower, preoccupata per i legami di Castro con i sovietici.
I contadini (Guajiro) ribelli vennero aiutati da alcuni ex membri delle forze armate di Batista, ma per la maggior parte erano guidati da ex membri del disciolto Directorio Revolucionario Estudiantil (un movimento studentesco anti-batistiano) quali ad esempio l'anticomunista Osvaldo Ramirez e il comandante rivoluzionario di origine statunitense William Alexander Morgan: entrambi avevano combattuto contro Batista nella zona dei Monti Escambray solo qualche anno prima (Morgan stesso fu giustiziato nel 1961 molto prima che la ribellione finisse). Ramirez e Morgan furono visti dagli Stati Uniti come una potenziale scelta per guidare un governo democratico a Cuba, ed esiliati cubani addestrati dalla CIA furono inviati a promuovere e diffondere il loro pensiero come alternativa a quello di Castro.

## La ribellione
La CIA provvide a fornire qualche aiuto ai ribelli, ma sospese ogni sostegno in seguito alla fallita invasione della baia dei Porci del 1961, causando in pratica la sconfitta finale della ribellione. Alcuni dei fallimenti furono da imputare alla cattura di molti agenti della CIA a Cuba da parte delle forze castriste. In seguito al fallimento della baia dei porci, Osvaldo Ramirez tornò sulle Montagne Escambray e declinò l'offerta di resa da parte dell'emissario di Castro, Faure Chomón; secondo Miguel A. Faria Jr., Chomón era stato il comandante di Ramirez nel Directorio Revolucionario Estudiantil sulle Escambray durante la guerriglia contro Batista.
Per piegare la ribellione il governo cubano schierò migliaia di truppe contro i piccoli gruppi di ribelli, puntando a costringerli all'interno di accerchiamenti progressivamente sempre più stretti. I comandanti che Castro inviò per ripulire le Escambray ebbero l'ordine di sterminare tutti i ribelli: le truppe dovevano «rastrellare la boscaglia, gomito a gomito», finché non avessero completamente ripulito le montagne dai ribelli anticomunisti. I principali ufficiali castristi della forza contro-insurrezionale impegnata nella "lotta contro i banditi" erano i comandanti Raul Menendez Tomassevich, uno dei fondatori del Partito Comunista di Cuba, e Lizardo Proenza.

## Sconfitta
La superiorità numerica delle forze governative cubane e il mancato supporto esterno, in particolare in materia di rifornimenti, contribuirono alla sconfitta dei ribelli; i sopraffatti guerriglieri anticomunisti in alcune occasioni combatterono fino alla morte. Le forze cubane rastrellarono la zona dei Monti Escambray con lunghe colonne della Milizia nazionale rivoluzionaria (MNR), che subirono elevate perdite umane ma che portarono infine alla vittoria dei governativi; Castro impiegò nella repressione forze elevate, in alcune occasioni inviando anche 250 000 truppe governative nella regione, la maggior parte delle quali miliziani (3 500 delle 4 000 perdite umane riportate dai governativi proveniva dalle file della MNR). Il consigliere ispano-sovietico Francisco Ciutat de Miguel, che erano stato presente all'invasione della baia dei porci, giocò un ruolo importante nelle operazioni di pacificazione delle Escambray.
La ribellione si concluse con la distruzione delle forze insurrezionali grazie all'uso di truppe decisamente superiori da parte di Castro. Alcuni dei ribelli si arresero, ma furono quasi immediatamente giustiziati da plotoni d'esecuzione; solo un pugno di ribelli riuscì a sfuggire alla cattura.

## Eredità
La "guerra contro i banditi" durò piuttosto a lungo e coinvolse più uomini rispetto alla precedente guerriglia tra i rivoluzionati e le forze di Batista. Il leader governativo cubano Victor Dreke diede una visione filo-castrista del conflitto nel suo libro del 2002 Dalle Escambray al Congo: questo era notabile per la violenta condanna espressa dall'autore nei confronti degli ex compagni nella lotta contro Batista, descritti come «traditori della rivoluzione» e «quasi tutti [...] dei controrivoluzionari» e definendo William Morgan «uno stupratore»; tuttavia, Dreke descrisse anche le tattiche e la mentalità delle forze governative cubane durante il conflitto, il loro uso spietato della forza e la loro attitudine a non prendere prigionieri.
Raúl Castro affermò in un discorso del 1970 che il conflitto provocò la morte di 500 uomini delle Forze Armate Rivoluzionarie cubane; il bilancio delle vittime dalla parte dei ribelli e altri coinvolti nella ribellione (ad esempio civili e miliziani pro-governativi) è sconosciuto: stime del totale delle vittime dei combattimenti variano tra i 1 000 e i 7 000 morti. Norberto Fuentes, uno stretto amico di Castro e con accesso privilegiato alle informazioni riguardanti l'apparato di sicurezza governativo cubano, diede un totale di 3 478 morti e 2 099 feriti nei ranghi della Milizia nazionale rivoluzionaria, stime generalmente accettate come accurate; Evelio Duque, uno dei comandanti ribelli, sostenne in un discorso del giugno 1965 che i ribelli avevano riportato negli scontri 1 200 morti e 5 000 prigionieri; Jose Suarez Amador stimò il totale dei morti nelle file dei ribelli a 2 005.